# Madrigal (film)
Pour les articles homonymes, voir Madrigal (homonymie).
Pour plus de détails, voir Fiche technique et Distribution.
Madrigal est un film hispano-cubain réalisé par Fernando Pérez Valdés sorti en 2007.

## Synopsis
Il n'y a qu'une spectatrice dans le théâtre... mais la représentation commence. Lorsque Javier s'avance sur scène pour prononcer son discours, la spectatrice solitaire le fixe. Et soudain, elle se lève et s'en va. Javier cherche désespérément sa mystérieuse spectatrice jusqu'à ce qu'il la trouve. Luisita est une fille pleine de secrets... et riche de nombreux biens matériels, comme, par exemple, une splendide maison où elle réside, tandis que Javier n'a nulle part où vivre. L'histoire d'amour entre les deux se transforme en une passion débordante dans laquelle le protagoniste finit par être victime de son propre jeu théâtral.

## Fiche technique
Sauf indication contraire, les informations mentionnées dans cette section peuvent être confirmées par la base de données cinématographiques IMDb,  présente dans la section « Liens externes ».
- Titre original : Madrigal[1]
- Réalisation : Fernando Pérez Valdés
- Scénario : Fernando Pérez Valdés, Eduardo del Llano Rodríguez, Susana M. Pérez
- Photographie : Raúl Pérez Ureta
- Montage : Julia Yip (Cuba), Iñigo Remacha (Espagne)
- Musique : Edesio Alejandro
- Décors : Carlos Díaz, Erick Grass
- Costumes : Miriam Dueñas
- Société de production : Instituto Cubano del Arte e Industrias Cinematográficos (ICAIC), Instituto de Crédito Oficial (ICO), Programa Ibermedia, Televisión Española (TVE), Wanda Visión S.A.
- Pays de production :  Cuba -  Espagne
- Langue originale : Espagnol
- Format : Couleur - 35 mm[1]
- Durée : 110 minutes (1 h 40[1])
- Genre : Drame de science-fiction
- Dates de sortie :
  - Allemagne : 15 février 2007 (Berlinale 2007)
  - France : 18 mars 2007 (Festival du film latino-américain de Toulouse)
  - Espagne : 20 mars 2007 (Festival du film de Las Palmas (es)) ; 30 mars 2007 (sortie nationale)

## Distribution
- Carlos Enrique Almirante : Javier
- Ana de Armas : Stella Maris
- Liety Chaviano : Luisita
- Luis Alberto García : Angel
- Carla Sánchez : Eva
- Yailene Sierra : Elvira
- Anciano Arpa : Armando Soler

## Production
L'actrice Ana de Armas avait alors 17 ans et elle a tourné le film la nuit à La Havane sans la permission de ses tuteurs de l'école d'art dramatique où elle étudiait.